# جيفرسون (لاعب كرة قدم)
جيفرسون كاركيرا تيليس (بالبرتغالية: Geferson Cerqueira Teles‏) هو لاعب كرة قدم برازيلي في مركز الظهير الأيسر ولد في يوم 13 مايو 1994 في مدينة لاورو دي فريتاس في البرازيل، يلعب حالياً مع نادي نادي إنترناسيونال وسبق له اللعب مع نادي فيتوريا الرياضي كما لعب مع منتخب البرازيل لكرة القدم في كوبا أمريكا 2015 ويبلغ طوله 181 سم.

## وصلات خارجية
- جيفرسون على موقع قاعدة بيانات كرة القدم.إي يو (الإنجليزية)
- جيفرسون على موقع Soccerway.com (الإنجليزية)
- جيفرسون على موقع عالم كرة القدم.نت (الإنجليزية)
- جيفرسون على موقع AS.com (الإسبانية)

- جيفرسون على موقع سوكرواي